# خانه خاتون
تهرود، روستایی از توابع بخش دهبکری شهرستان بم در استان کرمان ایران است. این روستا یکی از زیرمجموعه های دهستان ابارق می باشد

## جمعیت
این روستا در دهستان حومه قرار دارد و براساس سرشماری مرکز آمار ایران در سال ۱۳۸۵، جمعیت آن ۲۶۶ نفر (۶۷خانوار) بوده‌است.